# Jan Buzek
Jan Buzek (27. března 1874 Konská – 24. listopadu 1940 Dachau) byl československý politik a meziválečný poslanec Národního shromáždění za Polskou lidovou stranu.

## Biografie
V období let 1902–1939 působil jako lékař v Doubravě. Patřil mezi nejaktivnějších polské aktivisty v tehdejším Rakouském Slezsku. Zasadil se o založení polského gymnázia v Orlové a inicioval vznik organizace na podporu chudých studentů. Podle údajů k roku 1930 byl profesí lékařem. Bydlel v Doubravě.
V parlamentních volbách v roce 1929 získal poslanecké křeslo v Národním shromáždění. Mandát získal za předvolební alianci, kterou utvořily strany polské a židovské menšiny v Československu. Jan Buzek v rámci tohoto svazku zastupoval formaci Polská lidová strana, kterou spoluzakládal. V parlamentu pak působil jako hospitant v poslaneckém klubu Československé sociálně demokratické strany dělnické. Tímto hospitantem ale přestal být v listopadu 1934 a byl pak nezařazeným poslancem. Šlo o výsledek tlaku, který na něj vyvíjel další člen polské politické aliance, Svaz slezských katolíků v Československé republice, a odraz prohlubujícího se zahraničněpolitického odcizování mezi Československem a Polskem.
Za druhé světové války zahynul v koncentračním táboře.